# Ма Хункуй
Ма Хункуй (кит. трад. 馬鴻逵, упр. 马鸿逵, пиньинь Mă Hóngkuí; 1892, Линься, провинция Ганьсу — 14 января 1970, Лос-Анджелес) — китайский милитарист из числа «Северо-западных Ма». По национальности — хуэйцзу; мусульманин.

## Биография
Обучался в военной академии в Ланьчжоу. В молодости вступил в Тунмэнхой. После свержения монархии присоединился к войскам Фэн Юйсяна, вместе с ними участвовал в Северном походе: во время Второй Чжили-Фэнтяньской войны армия провинции Нинся, которой командовал Ма Хункуй, была реорганизована в подразделение войск Фэн Юйсяна, и с 1926 года Ма Хункуй был командиром 4-й армии войск Фэн Юйсяна. В 1930-х, во время Войны центральных равнин, Ма Хункуй встал на сторону Чан Кайши, который назначил его командиром 64-й дивизии, а после взятия Тайани в провинции Шаньдун — командиром 15-й армии.
С 1932 года Ма Хункуй стал губернатором провинции Нинся, и до начала войны с Японией занимался борьбой против отрядов китайских коммунистов в регионе Шэньси-Нинся
С началом войны с Японией Ма Хункуй возглавил 17-ю группу армий и стал заместителем начальника 8-го военного района. По окончании войны он сражался на стороне Чан Кайши против коммунистов. В сентябре 1949 года, когда войска Пэн Дэхуая взяли Иньчуань, бежал в Чунцин, а 13 октября перебрался на Тайвань, где был обвинен Контрольным Юанем в «срыве выполнения боевых задач», после чего переехал в США.